# Froðba

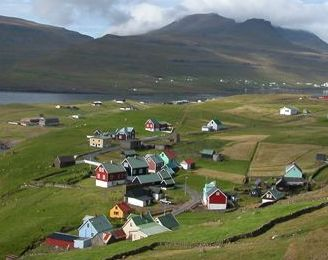
Froðba

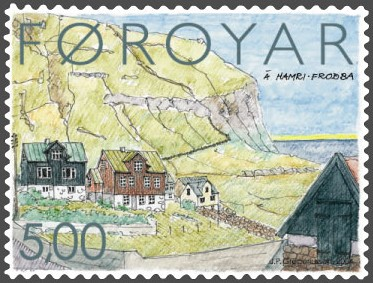
Froðba – Ortsteil á Hamri. In dem roten Haus lebte der Dichter Poul F. Joensen (1898–1970). Briefmarke von 2004

Froðba [ˈfɹoːba] (dänisch: Frodebø) ist ein Vorort von Tvøroyri auf Suðuroy im Süden der Färöer. Er gehört zur Gemeinde Tvøroyri. Im Jahr 2014 lebten dort 287 Menschen. Die Postleitzahl ist FO-825.

## Der Ort
Froðba liegt am äußersten Ende des Trongisvágsfjørður an dessen Nordufer und der Ostküste Suðuroys. Heute ist es mit dem Nachbarort Tvøroyri zusammengewachsen. Der Sage nach soll Froðba die älteste Siedlung auf der Südinsel sein. Hier soll sich der Legende zufolge einst ein König namens Fróði niedergelassen haben, der von Dänemark kommend auf dem Weg nach Irland war.
In Froðba befindet sich auch die Parkanlage Viðarlundin við Tvøroyrar kirkju und es gibt hier dazu noch interessante säulenartige Basaltformationen. Eine kleine Straße führt zum 324 Meter hohen Kap Frobiarnípa. Von hier aus hat man eine gute Aussicht und kann auch in eine Höhle namens Hol í Hellu klettern. Auf dem Weg dorthin liegen sichtbare Steinkohlevorkommen. Das sind Zeugnisse eines Waldes, der vor 50 Millionen Jahren von Lava bedeckt wurde.

### Der Dichter Poul F.

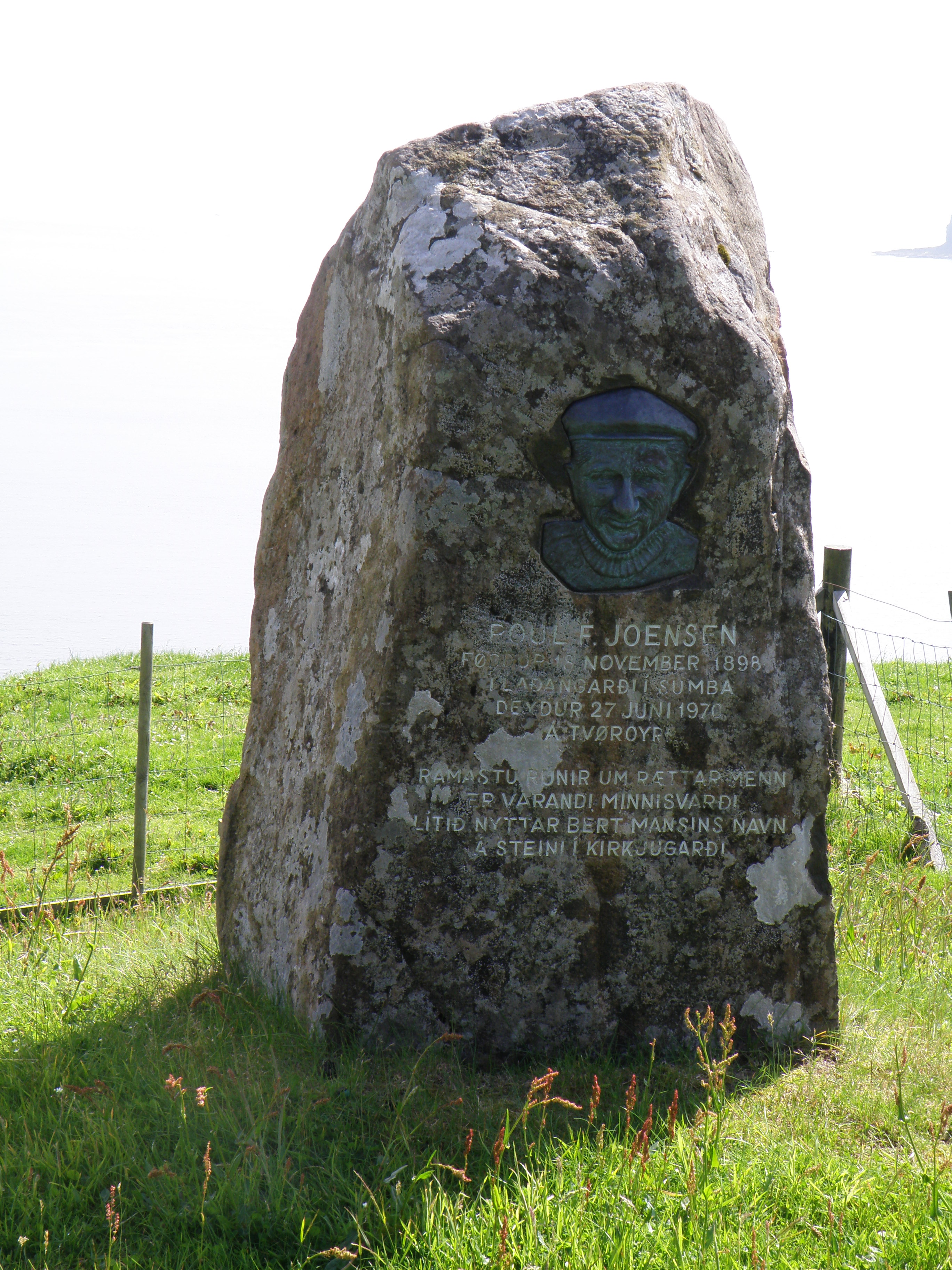
Gedächtnisstein für Poul F. Joensen in Froðba.

Über ein halbes Jahrhundert lebte und wirkte hier der Dichter Poul F. Joensen, der zunächst örtlicher Dorflehrer war, aber dann das Leben des einfachen Mannes vorzog. Im Juni 2007 wurde in Froðba in der Nähe seines Wohnhauses ein Gedächtnisstein (Minnissteinur) errichtet. Der Stein selbst kommt aus Sumba, der Ort, in dem Poul F. geboren wurde und aufgewachsen ist.
Ein Enkel des Dichters, der sozialdemokratische Politiker Kristin Michelsen, lebt noch heute in Froðba. Er ist seit 2001 Bürgermeister der Gemeinde Tvøroyri.

## Bilder

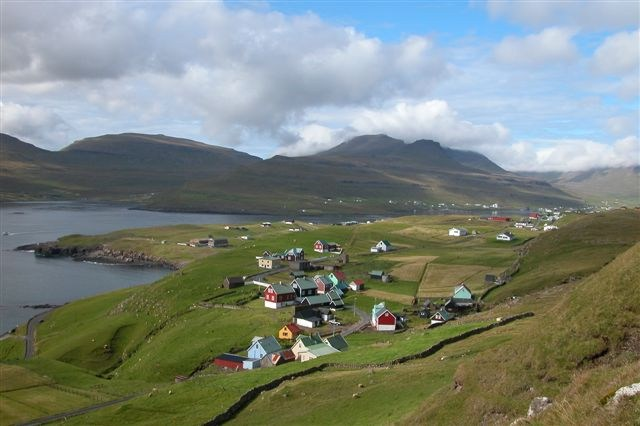
Ortsansicht, Blick nach Westen in den Fjord hinein
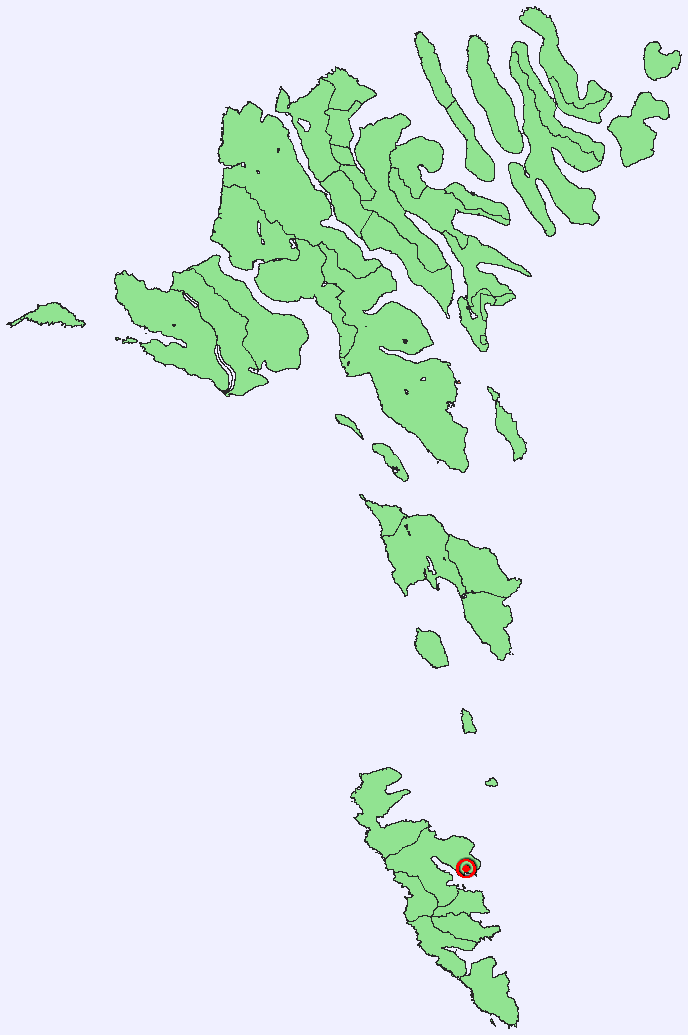
Lage von Froðba
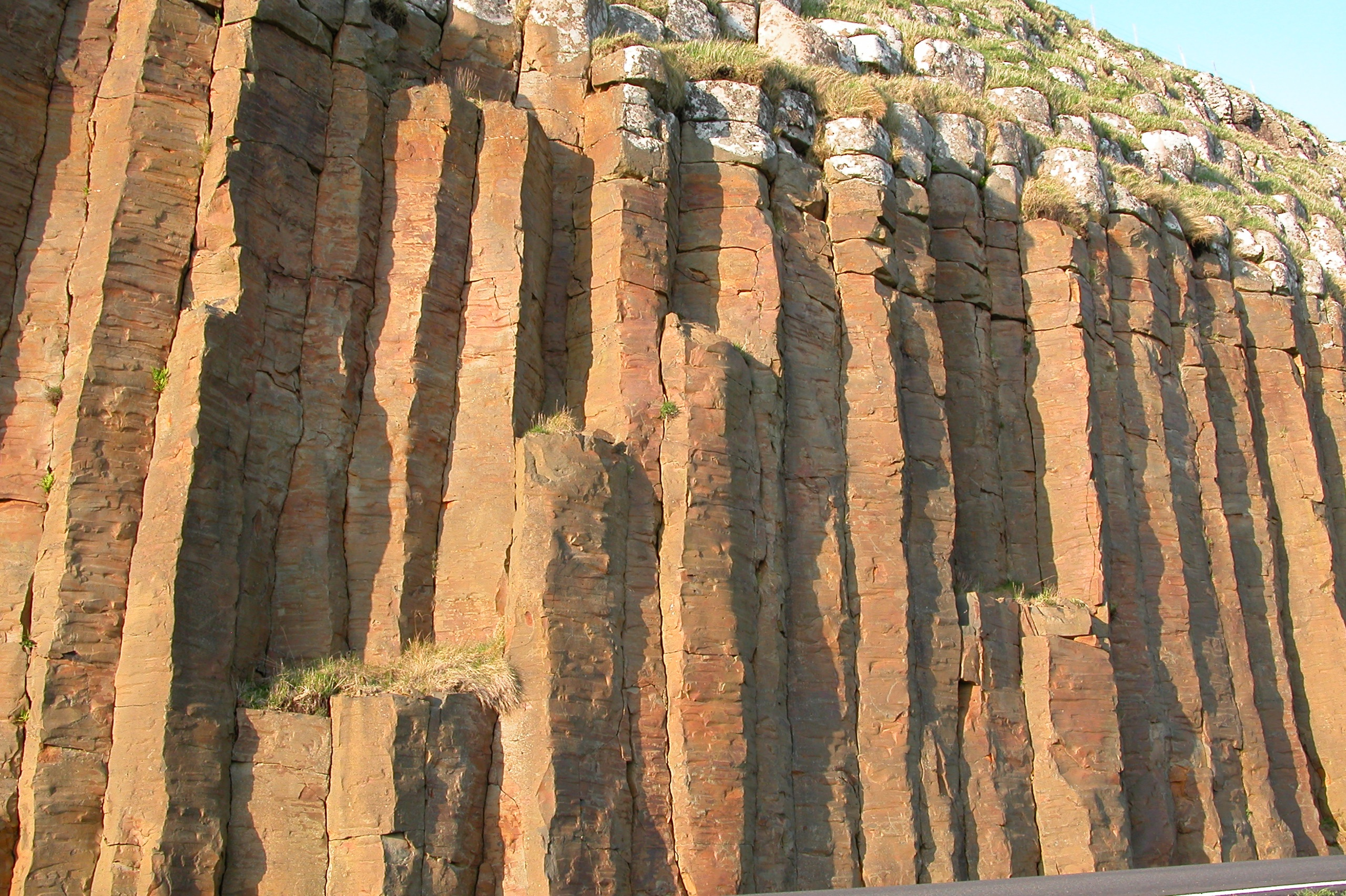
Basaltsäulen entlang des Froðbiarvegur
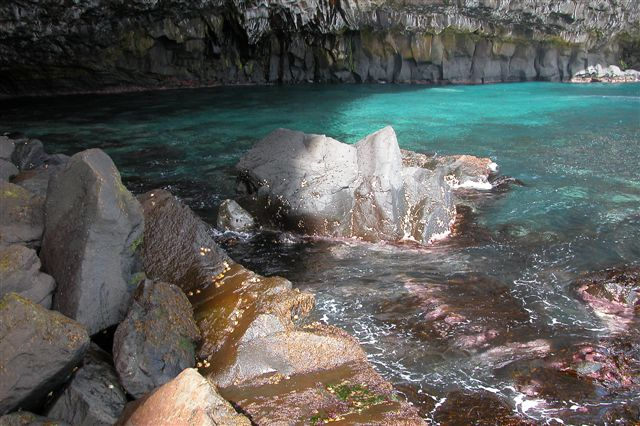
Die Höhle "Hól í Hellu" in Froðba

Siehe auch: Liste der Städte und Orte auf den Färöern